# Njega šuma
Njega šuma je niz šumskih radova, koji se čine kako bi se poboljšala kvaliteta šumske sastojine.
Radovi njege obuhvaćaju: radove poboljšanja svojstava tla, zaštitu šuma od biotskih i abiotskih čimbenika, njegu pomlatka, čišćenje sastojine, proredu šuma, popunjavanje nedovoljno obraslih površina i dr.
Radovi s tlom imaju cilj poboljšati edafske uvjete za postojeći i budući naraštaj šume. Na površinama, gdje nije u potpunosti uspjelo prirodno pomlađivanje vrši se popunjavanje istim vrstama drveća ili se unose plemenite vrste listača kao što su: javor, jasen, lipa, voćkarice (divlja trešnja, jarebika, mukinja, brekinja, oskoruša, divlja kruška). Time se osim povećanja sklopljenosti sastojine poboljšava i biološka raznolikost, ekološka stabilnost i gospodarska vrijednost šume. Obično se uzimaju sadnice s područja šume, gdje je pomladak vrlo gust. Kada treba veća količina sadnica, dopremaju se iz šumskog rasadnika.
Nakon dovršnog sijeka, radi se njega pomlatka poput čišćenja radi boljeg osvjetljenja, uklanjanja korova i sl. Čišćenje se radi od stadija pomlatka do razvojnog stadija mlađeg mladika. Prilikom čišćenja uklanjaju se loše, bolesne, oštećene, rašljave i kržljave mlade biljke te se tako daje više svijetla i prostora kvalitetnijim biljkama.